# Фахрудин Юсуфи
Фахрудин Юсуфи (на сърбохърватски: Fahrudin Jusufi; на сръбски: Фахрудин Јусуфи) е югославски футболист от горански произход, шампион на олимпийските игри в Рим и сребърен медалист на Европейското първенство през 1960 година.

## Биография
Фахрудин Юсуфи е роден на 8 декември 1939 година в горанското село Зли поток.
|  | Тази страница частично или изцяло представлява превод на страницата „Юсуфи, Фахрудин“ в Уикипедия на руски. Оригиналният текст, както и този превод, са защитени от Лиценза „Криейтив Комънс – Признание – Споделяне на споделеното“, а за съдържание, създадено преди юни 2009 година – от Лиценза за свободна документация на ГНУ. Прегледайте историята на редакциите на оригиналната страница, както и на преводната страница, за да видите списъка на съавторите. ВАЖНО: Този шаблон се отнася единствено до авторските права върху съдържанието на статията. Добавянето му не отменя изискването да се посочват конкретни източници на твърденията, които да бъдат благонадеждни. |